# Granmossetjärnen (Stavnäs socken, Värmland)
Granmossetjärnen är en sjö i Arvika kommun i Värmland och ingår i Göta älvs huvudavrinningsområde.